# Ан-Ниса
Сура Ан-Ниса (на арабски: سورة النساء, „Жените“), е четвъртата сура от Корана. Съдържа 176 аята. Низпослана е в Медина. Тя е втората по дължина сура след Ал-Бакара.
Сурата е наименувана така, тъй като в нея се говори предимно за правата и задълженията на жените. Другата, по-малка сура, в която основен акцент са жените, е сура Ал-Талак („Разводът“).

## Преглед
Както предполага името на сурата, в нея нашироко се разглеждат правата и задълженията на жените. Освен това в сурата се говори за много други правни и етически неща, като правилата за наследство и завещание, брак, сираците, медински политически проблеми, в частност търкания с лицемерите и евреите.